# Kommunistischer Bund Österreichs
Der Kommunistische Bund Österreichs (KBÖ, meist jedoch kurz KB) war eine an der Politik der Kommunistischen Partei Chinas orientierte Kleinpartei, die von 1976 bis 1981 bestand. Er ging aus einem Zusammenschluss des Ende 1972 gegründeten Kommunistischen Bundes Wien mit weiteren lokalen Bünden hervor.

## Geschichte
Der KBÖ hatte seinen Ursprung in der antiautoritären Studentenbewegung in Österreich. Ende November 1970 spaltete sich die Marxistisch-Leninistischen Studenten (MLS) von der Vereinigung Demokratischer Studenten (VDS) ab, die sich anfangs hauptsächlich mit marxistischer Theorie beschäftigte. Ab Mai 1971 nahm die MLS noch in Zusammenarbeit mit der Kommunistischen Partei Österreichs (KPÖ) Betriebsarbeit auf, um Arbeiter für die Idee des Kommunismus zu gewinnen. Später entwickelte sich die MLS durch Kontakte zu der Kommunistischen Gruppe Neues Rotes Forum Heidelberg, aus der 1973 der Kommunistische Bund Westdeutschland hervorging, zu einer maoistischen Organisation, die die Volksrepublik China als ihr Vorbild ansah. Die grundlegenden Theoretiker wurden Marx, Engels, Lenin, Stalin und Mao Zedong. Ende 1972 wurde der Kommunistische Bund Wien gegründet, von dessen 13 Gründungsmitgliedern zehn Intellektuelle waren. In den beiden folgenden Jahren entstanden Kommunistische Bünde in Graz (KB Graz usw.), Salzburg/Hallein, Linz, Tirol und die Kommunistische Gruppe Klagenfurt, die das gemeinsame Ziel hatten, eine neue „marxistisch-leninistische“ Kommunistische Partei Österreichs aufzubauen.
Am 6. August 1976 gründeten diese Organisationen in Wien den Kommunistischen Bund Österreichs und lösten sich in ihn auf. Auf der Gründungsversammlung wurden ein Programm und Statut beschlossen und eine Einschätzung der politischen Weltlage abgegeben. Zum Sekretär des Zentralen Komitees wurde Walter Lindner gewählt, der diese Funktion bereits beim KB Wien ausgeübt hatte. Der KBÖ betrachtete sich noch nicht als die endgültige Kommunistische Partei. Er war bereit, sich mit anderen Gruppen dazu zu vereinigen.
Spätestens Ende 1976 war der Kommunistische Bund Österreichs die von der Kommunistischen Partei Chinas in Österreich favorisierte Organisation, da dieser sich nach dem Sturz der sogenannten „Viererbande“ bedingungslos auf die Seite des Vorsitzenden Hua Guofeng gestellt hatte. Delegationen des KBÖ besuchten ab 1977 mehrmals die Volksrepublik China. Gruppenreisen der Albanisch-Österreichischen Freundschaftsgesellschaft nach Albanien wurden 1976 und 1977 beworben und besucht, bevor sich ungefähr 1979 das mit China politisch verbündete Land ganz allgemein, etwa über das Reisebüro ÖKISTA, dem Tourismus öffnete. An einer solchen 3-wöchigen Reise mit Betriebsbesichtigungen nahmen auch mehrere Mitglieder der Polit-Rock-Band Schmetterlinge teil, die sich kritisch mit den Zuständen im Land auseinandersetzten.
Im Jänner 1978 hielt der KBÖ seine „1. ordentliche Nationale Delegiertenkonferenz“ (DK) ab, auf der W. Lindner in seinem Amt als Sekretär des Zentralkomitees (ZK) bestätigt wurde. Im Kommuniqué der DK wurde erklärt: „(die Kommunisten Österreichs) kämpfen gegen die Versuche der beiden Supermächte, Österreich ihrer ökonomischen, politischen oder militärischen Kontrolle zu unterwerfen“. Die Theorie der drei Welten wurde als „unerläßliche strategische Konzeption für den internationalen Klassenkampf“ bezeichnet.
Nach einer kontroversen ZK-Sitzung am 24. Februar 1980 kam es Anfang März zur Spaltung des KBÖ. Der Vertreter einer „harten Linie“, Walter Lindner, hielt am 5. März mit seinen Anhängern, etwa 20 % der Organisation, eine geheime „revolutionäre Nationale Delegiertenkonferenz“ ab. Sein Gegenspieler Gerhard Stemberger wollte das Zentralorgan Klassenkampf durch eine linke Diskussionszeitschrift mit vorsichtiger politischer Öffnung ersetzen. Beide Lager warfen sich gegenseitig Spalterei und Revisionismus vor und setzten ihre bereits in den Vorjahren geringer gewordene politische Tätigkeit noch eine Weile mit der Herausgabe von zwei Zentralorganen mit dem Namen Klassenkampf fort, bis sie sich auflösten. Im April 1980 hatte sich zusätzlich noch die Wiener Ortsgruppe gespalten.

### Druckerei und Verlag Wieser
Nach Spendensammlung wurde eine Druckerei zur Herstellung der Zeitung „Klassenkampf“ (anfangs A3 auf A4 gefaltet, in der Hochzeit dann A2 auf A4 gefaltet) und des theoretischen Organs „Der Kommunist“ (gefalzt und klammergeheftet auf etwas größer als A5) in Wien 7., Halbgasse 7 eingerichtet. Begonnen wurde einfärbig schwarz, später kam eine Schmuckfarbe dazu, das Schriftlogo „Klassenkampf“ wurde rot. Nur der Umschlag der Infobroschüre der Anti-Atomkraft-Bewegung (IÖAG) wurde aus blassgelbem Karton gefertigt.
Betreiber war die Wieser Verlag Ges.m.b.H. um Lojze Wieser (Alois Wieser).
Die Zufahrt erfolgte von der Burggasse her. Eine weitere Adresse der Druckerei, davor oder danach, war 4., Rienößlgasse 12. Die Druckerei war eine der ersten bleilosen, weil Offset-Zeitungsdruckereien in Österreich. Nach ihrer Auflassung wanderten der Fotosatz und die Setzerin zum jungen Falter Verlag. Bis spätestens etwa 1985 wurde aus dem gemieteten mehrgeschoßigen Hofgebäude der Halbgasse 7, in dessen Erdgeschoß die schweren Druckmaschinen gestanden hatten, mit großer Fensterfront im Erdgeschoß oder 1. Stock eine Loftwohnung.

### Flugblattdruck
Zur raschen Herstellung von Flugblättern wurden lokal kleinere Druckmaschinen betrieben, bedient von eingeschulten Personen.
Im „KB-Lokal“ in Linz, Jägerstraße 8, einem zweigeschoßigen Altbau stand in einem versperrten Raum eine A4-Abziehmaschine für Wachsmatrizen, die direkt mit Schreibmaschine beschrieben werden konnten. Überschriften wurden regelmäßig mit Schablonen für etwa 15 mm hohe Normschrift händisch geschrieben. Der Griffel mit Kugelspitze erlaubte auch einfache Zeichnungen direkt auf die Matrize. Zur Übernahme eines grafischen Layouts durfte mitunter ein Wachsmatrizenbrenner mit 2 Trommeln beim VSStÖ im Wist-Heim, J.-W.-Kleinstraße 72 benutzt werden. Daneben befand sich im Druckraum in der Jägerstraße eine Offsetdruckmaschine, die Matrizen aus Papier benutzte und deren anspruchsvollere Bedienung nur etwa 2 Mitglieder beherrschten. Sie erlaubte detailreichere Drucke in etwas höherer Auflage.

## Tätigkeitsfelder
Die Marxistisch-Leninistische Studentenorganisation hatte sich bereits im Dezember 1971 an einer „Straßenbahntarifkampagne“ in Wien beteiligt. Neben der nicht sehr erfolgreichen Betriebsarbeit des KB Wien und später des KBÖ waren Kämpfe gegen die Erhöhung kommunaler Tarife (z. B. „Heizkostenerhöhung“), gegen die Nutzung der Kernenergie unter „kapitalistischen Bedingungen“ (AKW Zwentendorf) und für ein alternatives Kulturzentrum die Haupttätigkeitsbereiche.
International unterstützte der KBÖ zahlreiche Befreiungsbewegungen, darunter besonders die ZANU durch verschiedene Sammelaktionen in ihrem „bewaffneten Kampf, um ein neues und blühendes Zimbabwe aufzubauen“.
Am 8. Oktober 1977 unterstützte der KBÖ mit einer Demonstration und Kundgebung von 170 Teilnehmern vor der Deutschen Botschaft in Wien die drei deutschen K-Gruppen, die durch einen Verbotsantrag bedroht waren.
Ab 1978 stand die Solidarität mit dem „Demokratischen Kampuchea“ im Vordergrund. Ende August 1979 traf Walter Lindner in Wien mit Khieu Samphan zusammen. Am 11. September veröffentlichte Klassenkampf eine „Gemeinsame Erklärung der Arbeiter- und Bauernpartei der Türkei (TIKP) und des Kommunistischen Bundes Österreichs“ zur Unterstützung des „heroische(n) Kampf(es) des kampucheanischen Volkes, um die Revolution und das Vaterland zu verteidigen“. Der KBÖ lehnte die Sowjetunion entschieden als „sozialfaschistisch“ ab, in einer Erklärung zum Ende des Pol-Pot-Regimes im Jänner 1979 hieß es: „Breschnew ist der Hitler von heute, aber in potenzierter Form“.

## Wahlbeteiligungen
Der KBÖ beteiligte sich 1978 an der Gemeinderatswahl in Graz und erreichte 277 Stimmen (0,18 Prozent), was als „voller Erfolg“ gewertet wurde. Die 221 Stimmen bei der Wahl zum Gemeinderat in Wien (Wahlkreis „Zentrum“, Bezirke 1, 4, 5 und 6) wurden dagegen als Niederlage angesehen. Für eine Kandidatur bei der Nationalratswahl 1979 im Wahlkreisverband Wien konnten die 500 erforderlichen Unterstützungsunterschriften nicht beigebracht werden. Bei der Gemeinderatswahl in Linz im Oktober 1979 erreichte Walter Fehlinger 392 Stimmen. Auf die Wahlanfechtung der KPÖ hin, die durch diese Konkurrenz ihr Mandat verloren hatte, hob der Verfassungsgerichtshof die Wahl als rechtswidrig auf und veranlasste eine Neuwahl.

## Unterorganisationen
- Roter Schülerbund, bereits 1970 vom Verband Sozialistischer Mittelschüler abgespalten[15]
- Marxistisch-Leninistische Studentenorganisation (MLS)[16]
- Vereinigung zur Unterstützung der Volkskämpfe (VUV), September 1974 als Massenorganisation des KB Wien gegründete Organisation für Hochschulabsolventen, später Vereinigung Kommunistischer Intellektueller[17]

## Mitglieder
- Peter Fuchs, Sekretär der Ortsleitung Wien des KBÖ
- Walter Lindner, langjähriger Sekretär des ZK des KBÖ
- Kurt Puchinger, Ständiger Ausschuss
- Veronika Seyr, Anti AKW-Aktivistin, MLS
- Karl-Peter Schwarz, stellvertretender Chefredakteur des Klassenkampf (KB Wien)[18]
- Gerhard Stemberger, langjähriger Sekretär des KBÖ
- Herbert Wabnegg, leitender Kader
- Antonia Wenisch, Kandidatin bei der Gemeinderatswahl Wien 1978

Ehemalige Mitglieder (inklusive der Studentenorganisationen) wirkten mit bei der Entwicklung der Bewährungshilfe in Österreich, einem sozial-ökonomischen Kfz-Reparaturbetrieb, der Fortführung einer lokalen Radfahrinitiative (heute Teil von Radlobby Österreich). Nicht wenige waren oder wurden Lehrer oder Leiter in verschiedensten Schulstufen, von der Volksschule bis zur Universität.

## Publikationen
- Programm und Statut des Kommunistischen Bundes Österreichs, Herausgeber: Kommunistischer Bund Österreichs, Druck und Verlag: Alois Wieser Gesellschaft m.b.H., Wien (1. Auflage, 1.–5. Tausend) 1976 ISBN 3-85377-011-8 (das nur wenig veränderte, auf österreichische Verhältnisse umgeschriebene Programm und Statut des Kommunistischen Bundes Westdeutschland, 1973 ff.) – A6 oder etwas kleiner, Heft mit außen rotem Umschlag
- Klassenkampf, Zentralorgan (vierzehntäglich, ab 1978 wöchentlich: 1.1976 – 3.1978; 1979 – 1.1981); das war auch schon der Name des monatlichen Zentralorgans (ZO) des KB Wien und anderer Gruppen
- Kommunist, theoretisches Organ (monatlich: 1.1976 – 3.1978; [4.]1979; 5.1980, 1–2)[19]
- Dokumente der 1. ordentlichen Nationalen Delegiertenkonferenz des Kommunistischen Bundes Österreichs, Wien 1978